# Semantografia
A semantografia (do grego semanticos, importante e graphein, escrever) é um sistema de símbolos que podem ser aprendidos e compreendidos por qualquer um, independentemente da língua falada. Cada símbolo corresponde a uma palavra, e vários símbolos podem ser agrupados para formar frases. O sistema foi desenvolvido pelo engenheiro Charles K. Bliss, em 1940, em Sydney, na Austrália. Uma das inspirações que o levou à construção da semantografia terá sido o sistema de escrita chinês.
Bliss acreditava que um sistema de símbolos não alfabético poderia contribuir para uma melhor compreensão e cooperação entre pessoas de diferentes línguas. Segundo ele, a linguagem falada provoca muitas vezes desentendimentos, visão essa coincidente com a de Gottfried Wilhelm Leibniz, outra das suas inspirações.
Após um período de 40 anos, Bliss apresenta um sistema de comunicação gráfica consistente e logicamente estruturado. Em 1949 foi publicado o livro "Semantography", no qual o conceito era explicado. No desenho dos símbolos, Bliss utilizou um método de visualização abstrata para representar objetos e emoções. Um relógio, por exemplo, representa o tempo, um olho, ver, e um coração, sentimentos. Símbolos básicos são combinados com outros mais complexos. As emoções são representadas com setas que apontam em determinadas direções. Uma seta para cima ao lado de um coração representa alegria, enquanto que uma seta para baixo representa tristeza.
As regras da semantografia são bastante complexas e há vários símbolos que se associam a uma determinada cultura, contrariamente às intenções originais do autor. Este, terá tentando convencer algumas universidades e sistemas educativos a adotar o sistema, sem sucesso. Tal como outros projetos de linguagem internacional, como por exemplo o Esperanto (de todos talvez o mais conhecido), a semantografia recebeu pouco reconhecimento internacional.